# Natterers Sägesalmler

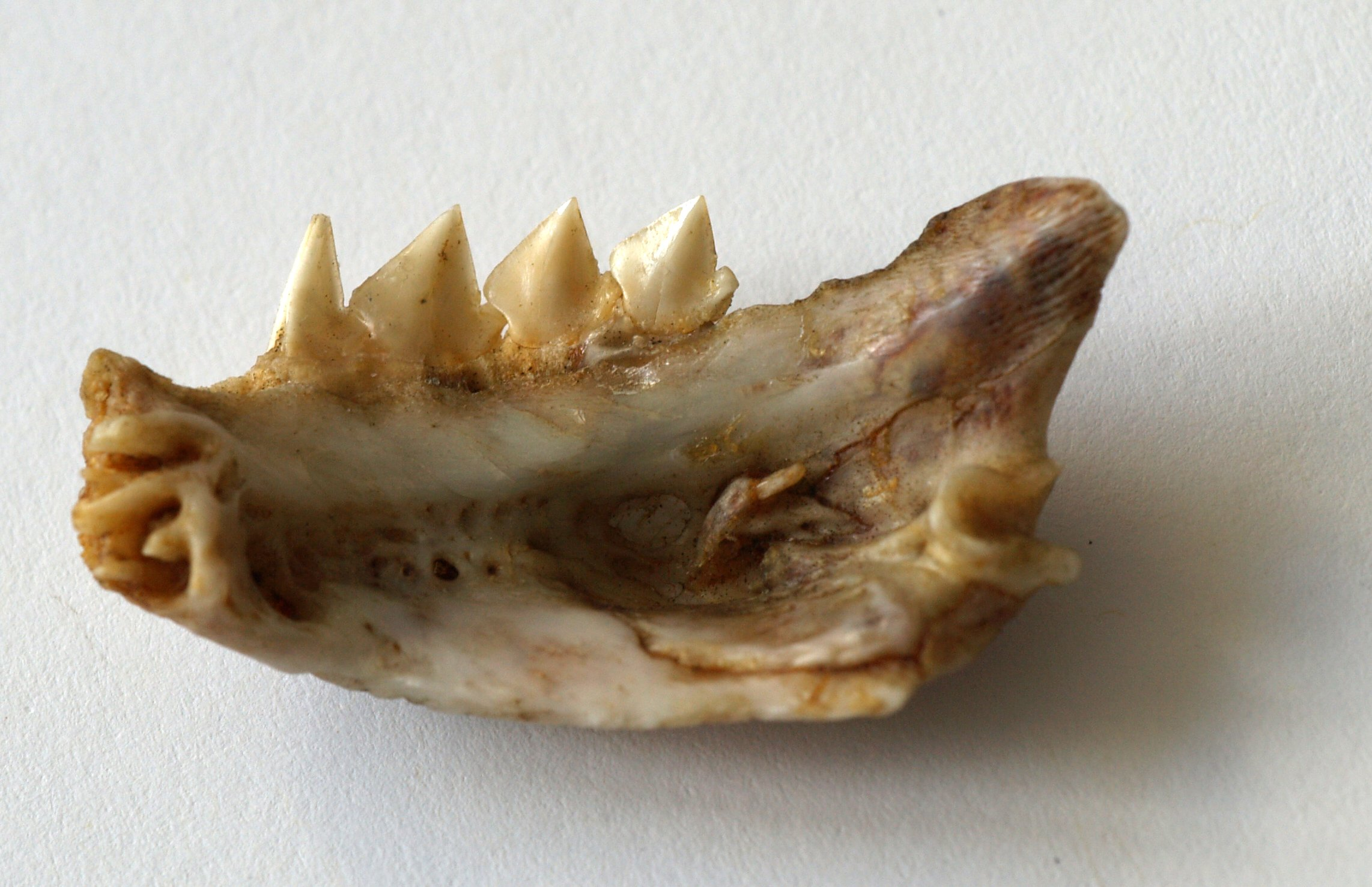
Unterkiefer eines Piranhas (Pygocentrus nattereri) von innen. Beschreibung s. Fischschädel.

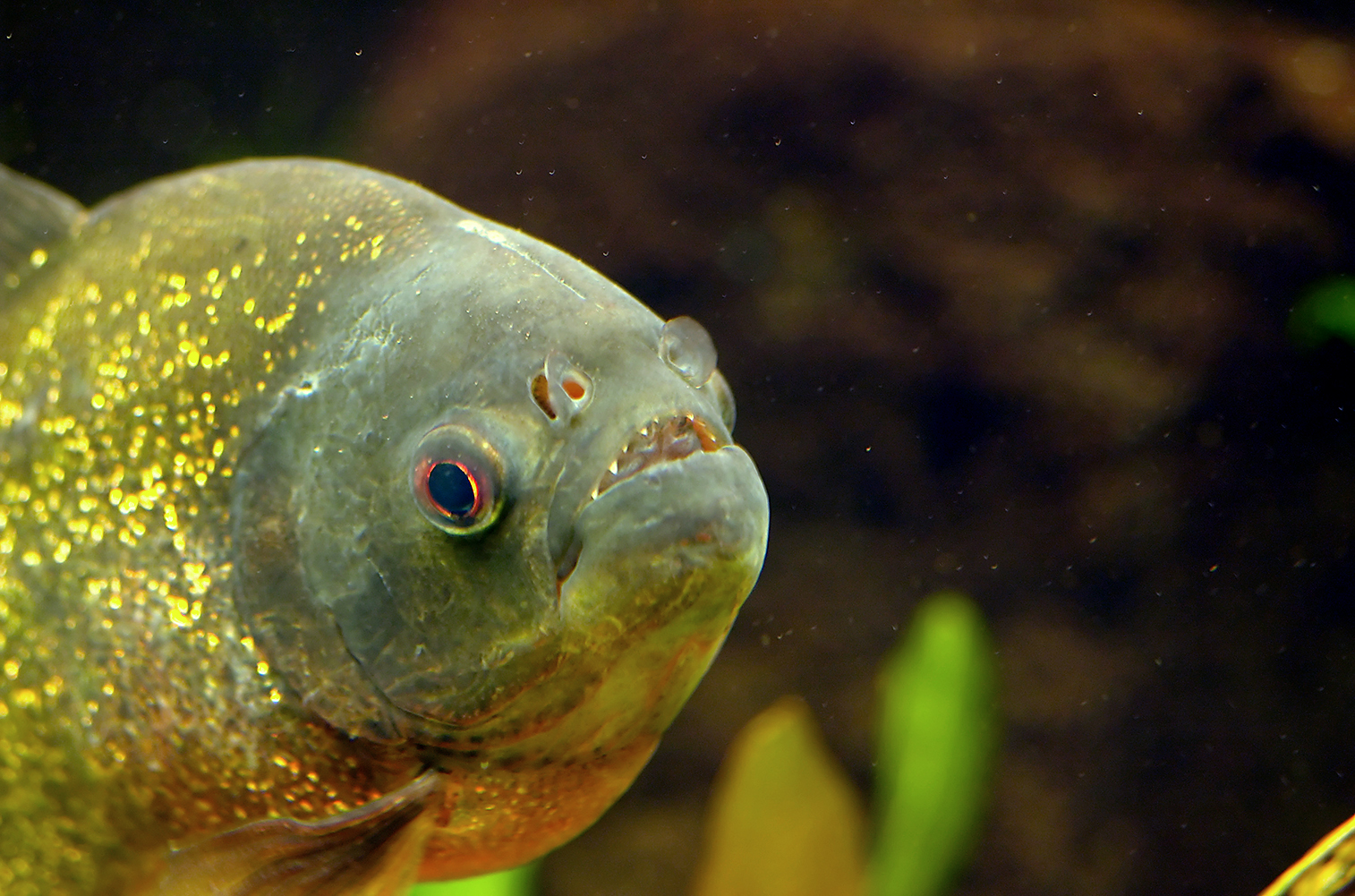
Typische Kopfpartie eines Pygocentrus nattereri

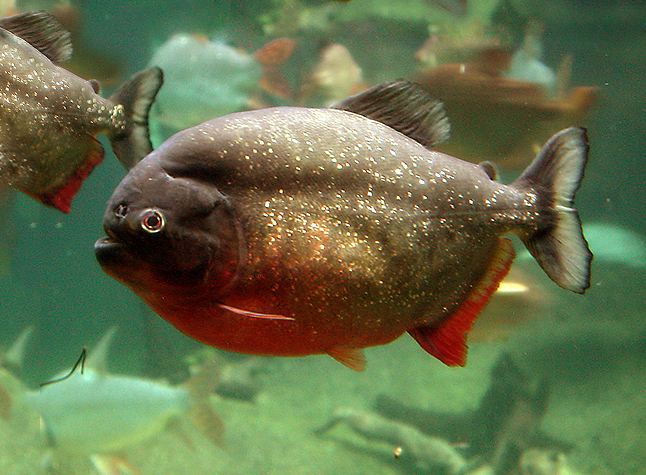
Typische Zeichnung eines rotbäuchigen Piranha mit der roten Bauchunterseite

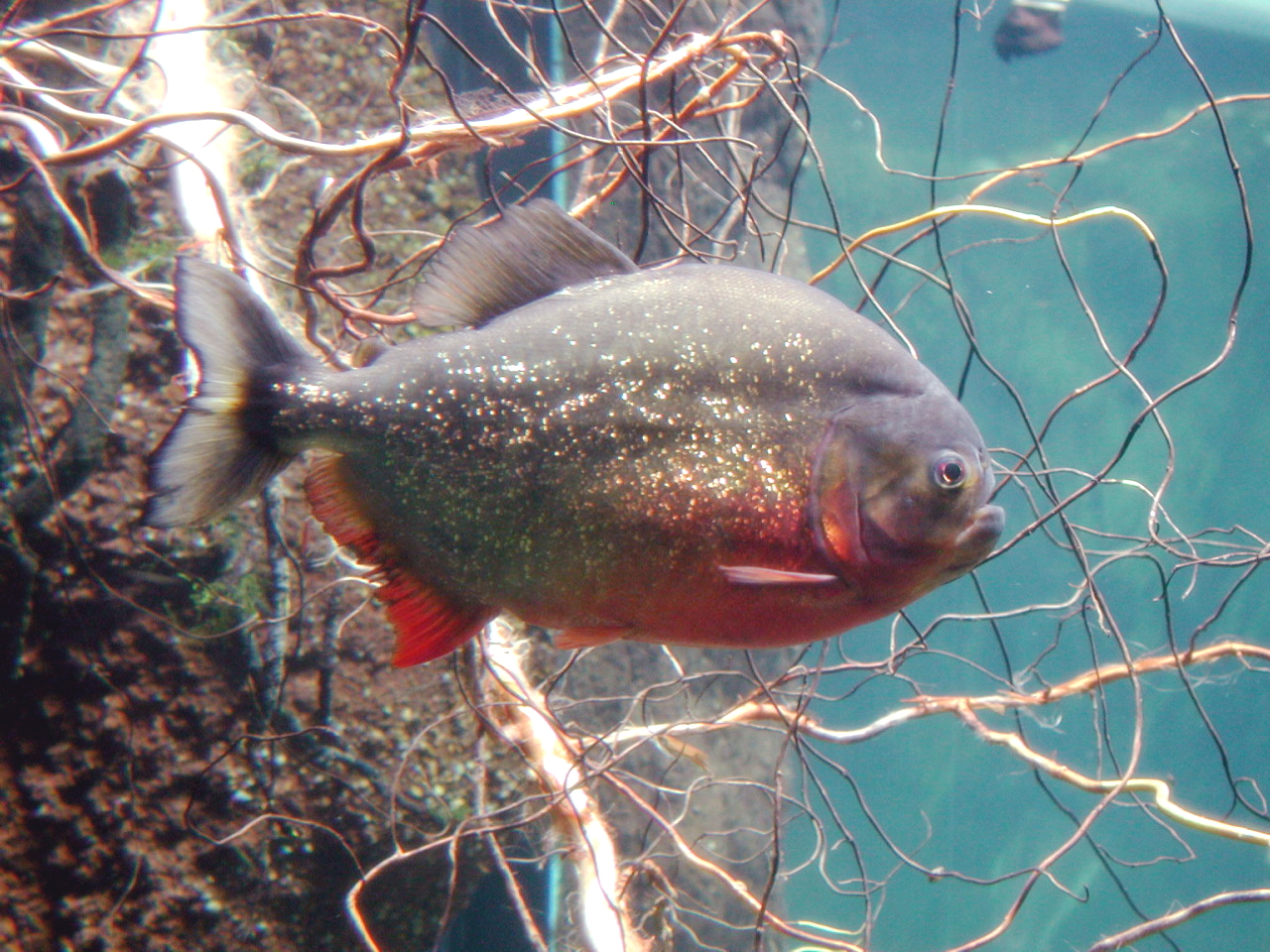
Rotbäuchiger Piranha zwischen Pflanzenwurzeln

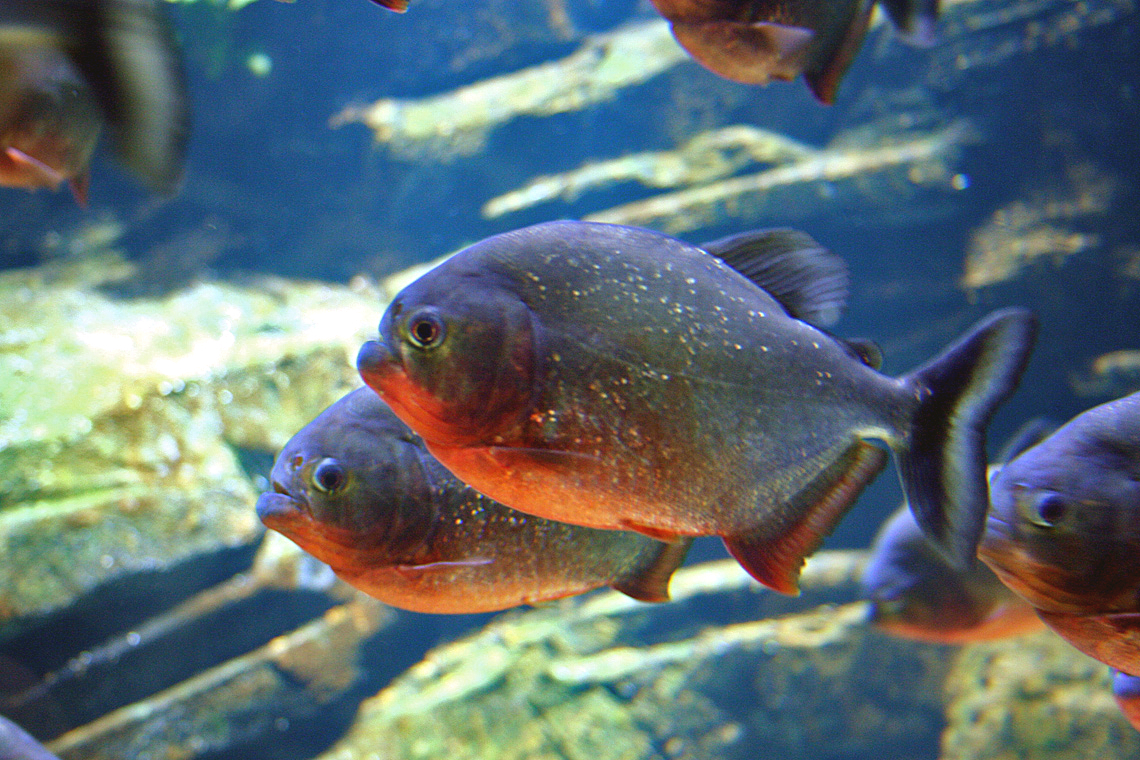
Jungfische von Pygocentrus nattereri

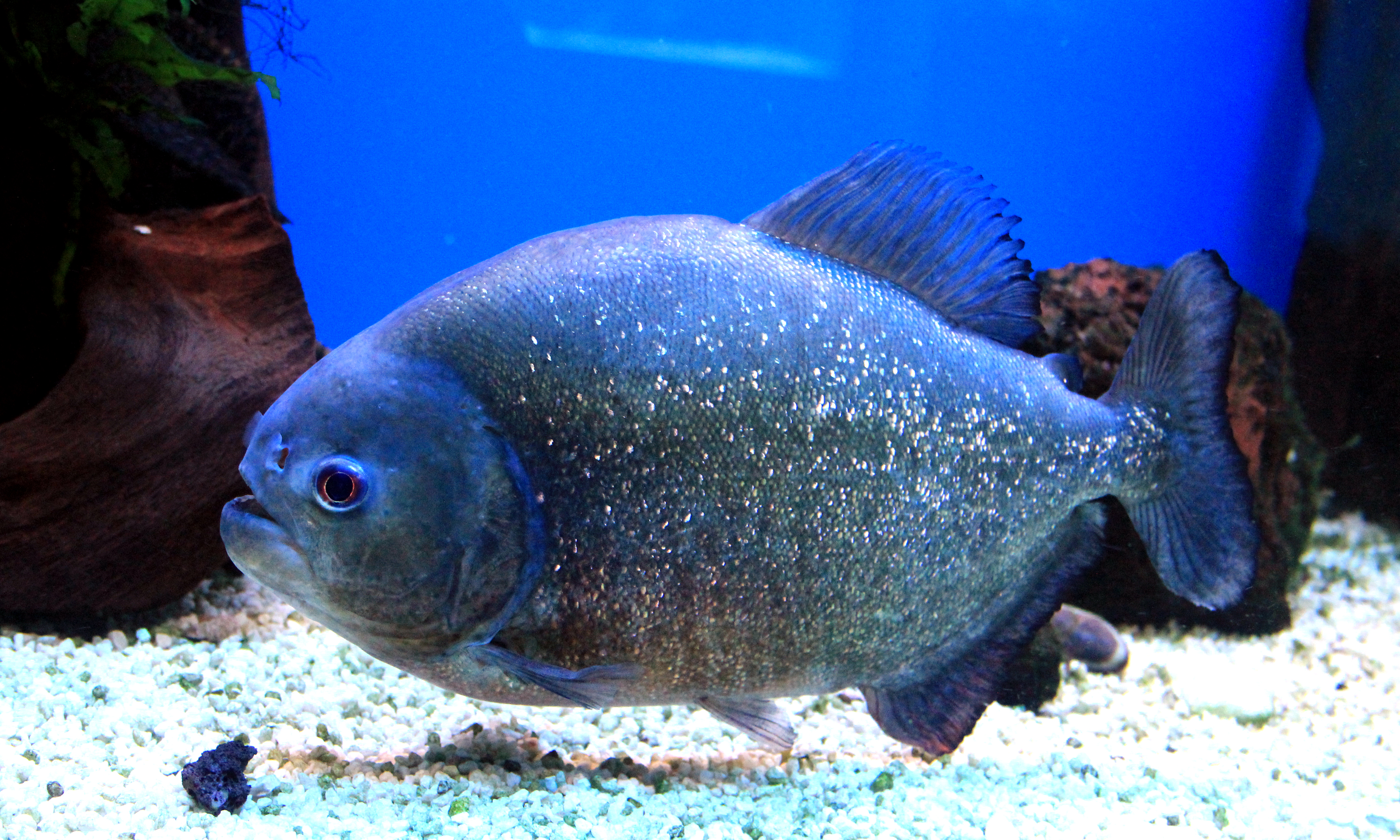
Ausgewachsener Natterers Sägesalmler im Prague Sea Aquarium

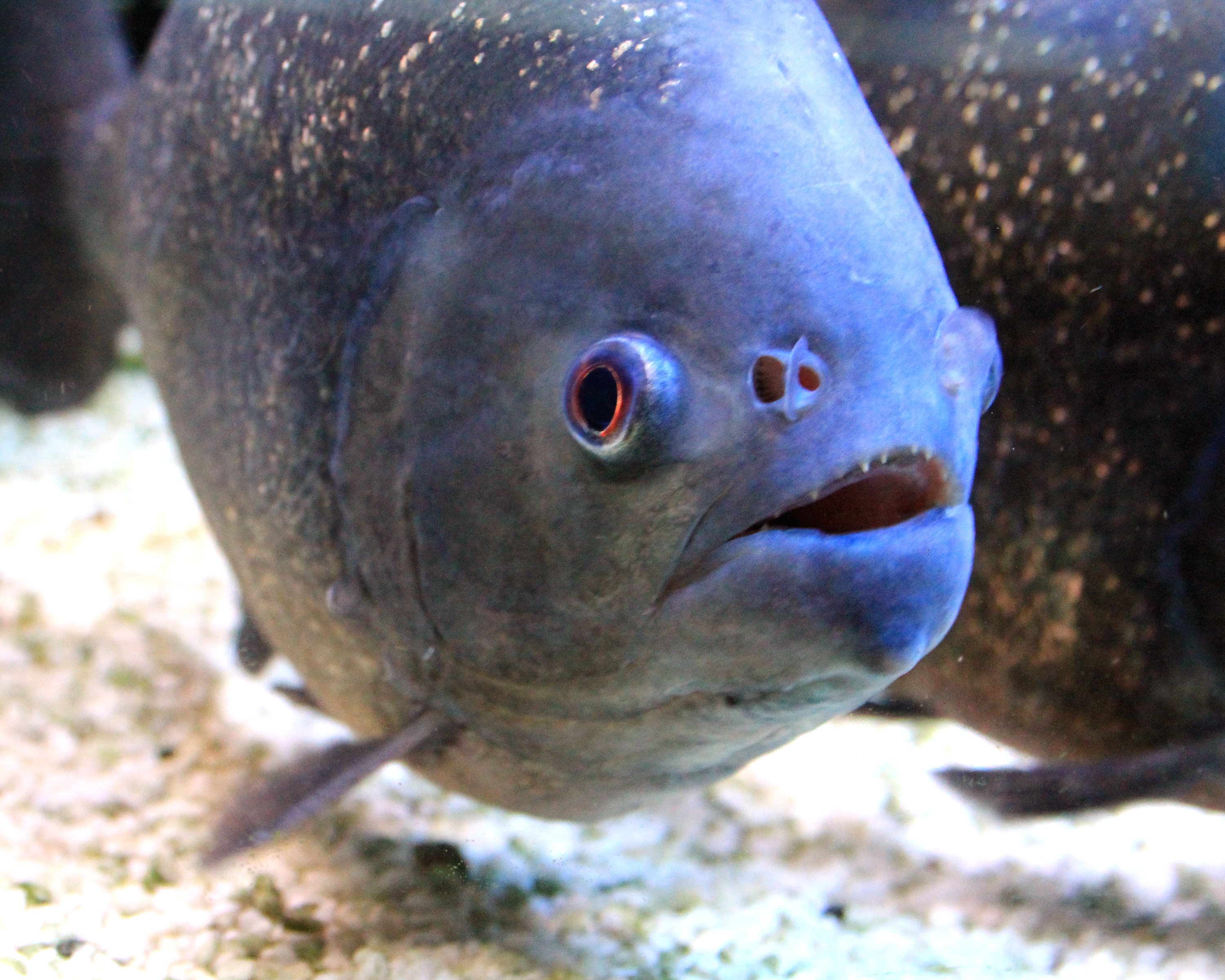
Natterers Sägesalmler im Prague Sea Aquarium

Natterers Sägesalmler oder Roter Piranha (Pygocentrus nattereri, Syn.: Serrasalmus nattereri, Rooseveltiella nattereri) ist der am weitesten verbreitete Piranha. Benannt ist er nach dem Sammler der Typusexemplare Johann Natterer. In Brasilien wird Pygocentrus nattereri wegen seiner kräftigen roten Bauchfärbung oft Piranha Vermelha oder Piranha Caju und im spanischsprachigen Raum meist einfach nur Piraña genannt. Im Deutschen findet man auch die Bezeichnung „Rotbäuchiger Piranha“, eine Übersetzung aus dem englischen Red-bellied Piranha.

## Verbreitung
Das Verbreitungsgebiet erstreckt sich über das Amazonas- und Orinocogebiet, Guayana sowie den Río de la Plata, Río Paraguay und den Río Paraná.
Er kommt somit in Venezuela, Kolumbien, Guayana, Ecuador, Peru, Brasilien, Bolivien, Paraguay, Argentinien und Uruguay vor. Im brasilianischen Pantanal kommt er in den Flüssen und periodisch miteinander verbundenen Seen und Lagunen häufig vor. In Flüssen wie dem Rio Negro und Rio Machado, welche eine hohe Primärproduktion aufweisen, tritt er ebenfalls sehr häufig auf.
Vorkommen in den US-Bundesstaaten Florida, Hawaii, Massachusetts, Michigan, Minnesota, Ohio, Oklahoma, Pennsylvania, Texas und Virginia sind die Folge von Besatz mit Tieren aus Aquarienhaltung.

## Merkmale
Natterers Sägesalmler besitzt den für seine Gattung typischen, relativ hochrückigen und seitlich zusammengedrückten Körperbau. Mit zunehmendem Alter nimmt die Hochrückigkeit zu. Er erreicht eine Größe von etwa 30 Zentimetern, wobei die Männchen im Allgemeinen kleiner bleiben. Das bislang größte Exemplar wurde im Río Cuiabá im Pantanal im brasilianischen Bundesstaat Mato Grosso do Sul gefangen. Ein 3,8 Kilogramm schweres Exemplar stammte aus dem Rio Xingu.
Die bläulich bis braungraue und stark silbrig glänzende Grundfärbung wird von über den ganzen Körper verteilten, metallisch glitzernden Punkten unterbrochen. Die Körperunterseite ist kräftig rot gefärbt. Die Rückenflosse ist von grauer Farbe, die Schwanzflosse ist dunkel bis schwarz gefärbt und hat einen hellen Mittelteil. Bei Jungfischen ist die Afterflosse rot gefärbt, adulte Tiere tragen zusätzlich einen schwarzen Saum. Während der Laichzeit ist die Farbgebung insgesamt deutlich dunkler und die Intensität von einzelnen metallisch glänzenden Schuppen nimmt zu.
Natterers Sägesalmler trägt am Bauchkiel 24 bis 31 Zähne.
Flossenformel:
- Dorsale II/14–15
- Anale III/26–30
- Pectorale 15–18

## Lebensweise

### Ernährung
Neuere Untersuchungen von Magurran  und Queiroz zeigen, dass es sich bei Pygocentrus natteri überwiegend um omnivore Fische handelt. Das Nahrungsspektrum von Natterers Sägesalmler ist vielfältig, er ernährt sich von Fischen, Aas, Insekten, Krebsen, Weichtieren und nimmt auch pflanzliche Nahrung auf. Kleinere Tiere begeben sich vorwiegend tagsüber auf Nahrungssuche, während mittlere und große Exemplare die Dämmerstunden am Morgen und am Abend bis etwa 22:00 Uhr bevorzugen. Innerhalb der Gruppen bilden sich Hierarchien heraus.
Typisch ist die Lauerjagd aus dichter Vegetation heraus, Gruppen von 20 bis 30 Exemplaren warten im Schutz von Vegetation auf potentielle Beute. Diese wird üblicherweise von hinten oder unten angegriffen, nachdem sie das Versteck passiert hat. Angriffe werden häufig von Einzeltieren, gefolgt von ein bis zwei Artgenossen ausgeführt. Gelegentlich verlässt als Reaktion auf plötzliche Bewegungen im Wasser, ins Wasser gefallene Objekte oder Fischschwärme, die die Lauerstellung passieren, auch die ganze Gruppe die Deckung. Neben dieser Überfalltaktik spielt auch die Verfolgungsjagd im offenen Wasser eine Rolle, auch ihr geht häufig eine Wartestellung in der Vegetation voraus.
Bei der Jagd nach Insekten, Weichtieren und Krebsen werden Pflanzen oder der Gewässergrund visuell auf mögliche Beute untersucht, während der Fisch seine Position hält. Geeignete Nahrung wird dann mit einer plötzlichen Vorwärtsbewegung ergriffen (englisch scan-and-pick tactic).
Natterers Sägesalmler schließt sich immer wieder in Schwärmen zusammen, die weniger der Beutejagd, sondern vielmehr dem Schutz vor Fressfeinden wie Flussdelfinen, Kaimanen und Pirarucus dient. Der Zusammenschluss in Schwärmen senkt das Stressverhalten der Piranhas deutlich. Trennt man ein Individuum vom Schwarm, so zeigt es ein deutliches Angstverhalten wie eine verstärkte Atem- und Herzfrequenz.
Die Schwärme sind unbeständig, während sich die größeren adulten Exemplare im Kern des Schwarms aufhalten, finden sich die jüngeren Exemplare am Außenbereich und sind ständig auf Beutesuche. Der Erhaltungsbedarf der juvenilen Tiere ist höher als der der Alttiere, deswegen zeigen sie wesentlich mehr Aktivität und schnappen nach potenzieller Beute. Adulte Exemplare haben in der Schwarmmitte höhere Überlebenschancen gegenüber Angriffen von Räubern und ernähren sich von den Resten, die von den Jungtieren übrig bleiben. Kommt es zum Fressrausch, dann können sich die Tiere teilweise auch gegenseitig verletzten. Beobachtet wurde eine auffallend schnelle Wundheilung bei verletzten Piranhas.
In Trockenzeiten werden die Schwärme, die sich normalerweise auf einen großen Wasserkörper verteilen, auf dichten Raum in Schwärmen von 50, 100 oder mehr Fischen und teilweise auch Fressfeinden zusammengedrängt, was ihre Aggressivität enorm steigert.

### Fortpflanzung
Trotz seiner vergleichsweise weiten Verbreitung ist das Brutpflegeverhalten von Natterers Sägesalmler vorwiegend aus Beobachtungen von in Aquarien gehaltenen Tieren bekannt. Während der Balz schwimmen Männchen und Weibchen in kleinen, gegenläufigen Kreisen und richten im Moment des geringsten Abstands die Bauchseiten einander zu. Mit Schlägen der Schwanzflosse und Wasserstößen aus dem Maul wird zwischen Pflanzen eine 4 bis 5 Zentimeter tiefe und im Durchmesser etwa 15 Zentimeter umfassende Laichgrube ausgehoben. Nach einer Reihe von Scheinpaarungen erfolgt das eigentliche Ablaichen in den frühen Morgenstunden, während die Tiere unter starkem Zittern ihre Hinterleiber aneinander pressen. Das Männchen fängt die herabfallenden Eier mit seiner Afterflosse auf und schleudert sie dann in die Laichgrube. Ein Gelege kann bis zu 4000 der gelben, ungefähr 1,5 Millimeter großen und stark klebrigen Eier umfassen. Das Männchen betreibt Brutpflege und vertreibt Eindringlinge, potentielle Bedrohungen außerhalb der unmittelbaren Umgebung des eigenen Nests werden jedoch nicht angegriffen. Bei 28 bis 29 Grad Celsius schlüpfen die Larven nach 3 bis 4 Tagen, weitere 3 Tage später beginnen sie frei zu schwimmen und das Vatertier stellt die Brutpflege ein.
Im Rio Miranda, einem Nebenfluss des Rio Paraguay wurde die Fortpflanzung von Pygocentrus nattereri in freier Natur beobachtet. Schulen in Größen von 20 bis 25 geschlechtsreifen Fischen wandern zu Beginn der Regenzeit auf überschwemmtes Grasland und laichen dort ab. In den Weißwasserflüssen und Überschwemmungswäldern des Mamirauá-Nationalpark bei Tefé im brasilianischen Bundesstaat Amazonas wurde festgestellt, dass es bei Pygocentrus nattereri zwei annuelle Reproduktionsperioden gibt, die abhängig von der Fluktuation des Wasserstandes und des Flutimpulses sind. Die Weibchen produzieren bis zu 30.000 Oozyten, von denen aber im Durchschnitt weniger als 1/3 heranreift. Die Geschlechtsreife beginnt bei beiden Geschlechtern bei einer Körpergröße von etwa 160 Millimetern. Zu diesem Zeitpunkt dunkeln die geschlechtsreifen Tiere nach und verlieren zeitweise ihre lebhafte bunte Färbung. Während sich die Tiere für den Laichvorgang auf überfluteter Ufervegetation oder überschwemmten Grasland aufhalten, ziehen nicht reproduktive Exemplare das offene Wasser vor.

## Rolle im Ökosystem
Pygocentrus nattereri spielt im neotropischen Süßwasser-Ökosystem Südamerikas als Raubfisch eine bedeutende Rolle. Während der im Unterlauf des Amazonas auftretenden Springflut Pororoca und daraus entstehenden Tidenwelle, die sich von der Mündung landeinwärts ausbreitet, kann der Wasserstand um bis zu 15 Meter steigen. Durch das Hochwasser kommt es wiederholt zu einem massenhaften Ertrinken von Haus- und Wildtieren, die als Kadaver auf den Gewässern treiben und zu Seuchen führen können. Piranhas besetzen die ökologische Nische als Aasfresser und werden wegen dieses Verhaltens auch als „Hyänen“ oder „Geier des Süßwassers“ oder „Gesundheitspolizei“ bezeichnet. Sie sind darauf spezialisiert, tote, verletzte oder kranke Tiere zu fressen, die sie in kleinen Gruppen angreifen.

## Systematik
Natterers Sägesalmler wurde im Jahr 1858 durch den österreichischen Zoologen Rudolf Kner erstmals wissenschaftlich beschrieben. Er gehört der Gattung Pygocentrus an, zu der die größten Piranhaarten gehören. Aufgrund seiner weiten Verbreitung treten zahlreiche Farbvarianten, Lokalrassen und Unterarten auf. Molekularbiologische Daten lassen darauf schließen das Pygocentrus nattereri eine Sammelart ist, die aus fünf eigenständigen Linien mit unterschiedlicher Verbreitung besteht. Dabei handelt es sich um die Populationen aus dem Amazonas, sowie aus den Stromgebieten von Rio Guaporé (Terra typica), Rio Itapecuru, Río Paraná und Rio Paraguay, und Rio Tocantins mit Rio Araguaia.

## Beziehung zu Menschen

### Nutzen
Natterers Sägesalmler dient lokal als Speisefisch, Sportfisch für Angler und Aquarienfisch. Piranhafleisch enthält 8,2 Prozent Fett, 15 Prozent tierisches Protein und 4,4 Prozent Mineralstoffe.

### Natterers Sägesalmler als Neozoon
Seit den 1960er Jahren wurde in den südlichen Bundesstaaten der USA vermehrt bewusstes oder unabsichtliches Freisetzen von Piranha-Arten wie Pygocentrus natteri und Serrasalmus rhombeus in Wildgewässer Floridas, Alabama, Louisianas, Texas, Arizonas und Kaliforniens beobachtet. Untersuchungen in Laboratorien zur Kältetoleranz von Pygocentrus natteri brachten das Ergebnis, dass Wassertemperaturen von 10 °C die kritische letale Schwelle für das Überleben sind. Wird diese Temperatur unterschritten, kann keine Population von P. natteri bestehen. Ein Überleben der Art könnte im Süden Kaliforniens, Texas, Florida und Hawaii gewährleistet sein, solange die Mindestwassertemperaturen 14 °C betragen. Die Untersuchungen zeigten auch, dass die Aktivität und Aggressivität der Art mit steigenden Wassertemperaturen zunahm. Bei Wassertemperaturen unter 14 °C zeigten die Fische kein Jagdverhalten mehr.
Während in Bangladesch Versuche unternommen wurden, Pygocentrus nattereri als Speisefisch in Polykulturen zusammen mit einheimischen Fischen zu halten, gilt der Fisch im südlichen Indien als invasive Spezies, die in einigen Gewässern das natürliche Gleichgewicht der einheimischen Fischfauna bedroht.

### Angriffe auf Menschen
P. nattereri gehört zu den Arten, die aufgrund ihres Aggressionsverhaltens und ihrer großen Schwarmbildung Menschen gefährlich werden können.
Am 7. Dezember 2011 wurde ein Fischer im bolivianischen Río Yata von einem Schwarm Piranhas so stark verletzt, dass er an seinen Wunden starb. Der Angriff fiel zeitlich mit der Laichperiode von P. nattereri in diesem Fluss zusammen.
Ivan Sazima von der Universidade Estadual de Campinas und Sérgio de Andrade Guimarães vom Krankenhaus in Poconé untersuchten in den Jahren 1985 bis 1986 drei Fälle, bei denen menschliche Leichen von Piranhas gefressen wurden. Die Fälle ereigneten sich im Flussbecken des São Lourenço und in der Nähe der Stadt Poconé im brasilianischen Bundesstaat Mato Grosso. Die irrige Annahme, Piranhas würden Menschen angreifen, beruht auf der Beobachtung, dass bestimmte Piranha-Arten menschliche Leichen, wie andere Säugetiere auch, fressen. Sazima und Guimarães untersuchten die Bissmuster der Ertrunkenen und kamen zum Schluss, dass es sich mindestens um zwei unterschiedlich große Piranha-Arten handeln muss, welche als Aasfresser bestimmte Wunden verursachten. In Frage kamen nur die beiden Arten Pygocentrus nattereri und Serrasalmus spilopleura, die im Pantanal sehr häufig und weit verbreitet sind. Es ist bekannt, dass beide omnivore Arten tote Fische, Vögel und Säugetiere im Wasser fressen, teilweise auch im stark verwesten Zustand. P. nattereri ist die größere Spezies und besitzt sehr kräftige Zähne und Kiefer, mit denen sie dicke Hautschichten und festes Fleisch von Säugetieren mühelos aufbeißen können. Außerdem tritt P. nattereri in größeren Schwärmen auf und stellt somit meist den ersten Aasfresser an der Beute dar. S. spilopleura mit einem kleineren Gebiss löst die P. natteri-Schwärme ab und frisst die übrig gebliebenen Weichteile des Kadavers.